# Pino Concialdi
Pino Concialdi, né le 20 mai 1946 à Caccamo, et mort le 17 novembre 2015 à Termini Imerese, est un peintre italien, classé parmi les expressionnistes abstraits.

## Biographie
Pino Concialdi naît le 20 mai 1946 à Caccamo,.
Il étudie la peinture comme autodidacte, sa peinture s'inscrit dans le mouvement expressionniste, il travaille avec des peintres tels que Silvio Benedetto ou Croce Taravella.
Autodidacte, il utilise un langage délibérément expressionniste, qui permet à l'artiste de traduire son élan idéaliste et créatif en signes chromatiques rapides.
Il meurt subitement le 17 novembre 2015.

## Œuvre
- Autoportrait, huile sur papier, 97 × 68 cm, Museum - Osservatorio dell'arte in Sicilia[10].

## Source de traduction
- (en) Cet article est partiellement ou en totalité issu de l’article de Wikipédia en anglais intitulé « Pino Concialdi » (voir la liste des auteurs).